# Virginia Slims of New Orleans 1987
Il Virginia Slims of New Orleans 1987 è stato un torneo di tennis giocato sul sintetico indoor.
È stata la 4ª edizione del torneo, che fa parte del Virginia Slims World Championship Series 1987.
Si è giocato a New Orleans negli USA, dal 28 settembre al 4 ottobre 1987.

## Campionesse

### Singolare
Chris Evert ha battuto in finale  Lori McNeil con il punteggio di 6–3, 7–5

### Doppio
Zina Garrison /  Lori McNeil hanno battuto in finale  Peanut Louie-Harper /  Heather Ludloff con il punteggio di 6–3, 6–3